# Amphioplus cuneatus
Amphioplus cuneatus är en ormstjärneart som först beskrevs av George Richard Lyman 1878.  Amphioplus cuneatus ingår i släktet Amphioplus och familjen trådormstjärnor. Inga underarter finns listade i Catalogue of Life.